# Richard Karn

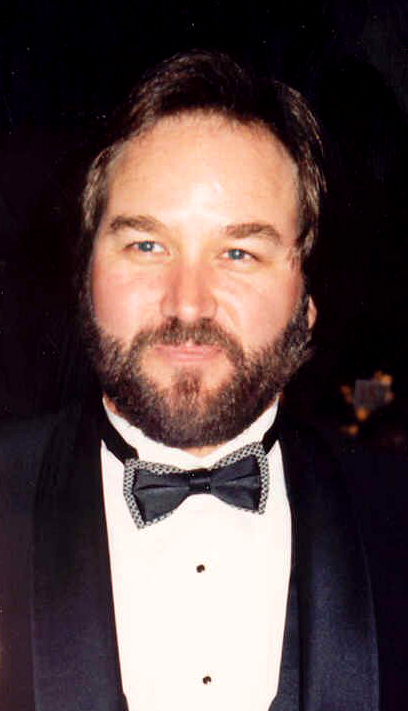
Richard Karn ai Premi Emmy 1994

Richard Karn Wilson (Seattle, 17 febbraio 1956) è un attore televisivo statunitense, noto come Al Borland, l'aiutante di Tim Allen, nella serie Quell'uragano di papà.

## Biografia
Nel 2002 ha sostituito Louie Anderson nella serie TV Family Feud; inoltre ha fatto la comparsa nel video musicale della band Guided by Voices. Karn spesso si definisce Richard Junior, poiché il suo nome parte da Richard Dawson in Family Feud ha lo stesso nome; nell'autunno del 2006, però, è stato sostituito da John O'Hurley nella sitcom Family Feud.
Karn è figlio di Gene e Louise Wilson ed ha una sorella, Sue. Sua madre era pittrice ed è morta di cancro nel 1983, mentre suo padre era un imprenditore edile. Karn è sposato con Tudi Roche, che è comparsa in Quell'uragano di papà come sorella di Jill nel 1985; lui e sua moglie vivono a Los Angeles, California, con il loro figlio Cooper (nato nel 1992). Dopo la laurea all'High School Theodore Roosevelt a Seattle, Washington, in cui aveva programmato di essere drammaturgo, andò all'Universià del Washington. Ha ricevuto un Bachelor of Fine Arts dal programma di formazione professionale degli attori; mentre era un membro dell'associazione Beta Theta Pi Fraternity.

## Curiosità
- Karn e sua moglie hanno controllato una costruzione di un appartamento prima di partecipare alla serie TV Quell'uragano di papà ed hanno mantenuto il lavoro fino alla prima stagione.

## Filmografia parziale

### Cinema
- Legend of the Mummy (1997)
- The Pooch and the Pauper (1999)
- Jack simpatica canaglia!! (MVP 2: Most Vertical Primate), regia di Robert Vince (2001)
- Air Bud 4 - Una zampata vincente (Air Bud: Seventh Inning Fetch), regia di Robert Vince (2002)
- Reality School (2002)
- Sex and the Teenage Mind (2002)
- Air Buddies - Cuccioli alla riscossa (Air Buddies), regia di Robert Vince (2006)
- Mr. Blue Sky (2007)
- Supercuccioli sulla neve (Snow Buddies) (2008)

### Serie TV
- Quell'uragano di papà – serie TV (1991–1999)
- Foot Soldiers (1998)
- That '70s Show – serie TV (1 episodio)
- Family Feud (2002–2006)
- Il natale di Julia (Check Inn to Christmas), regia di Sam Irvin - film TV (2020)
- More Power - Sempre più potente! con Tim Allen (2022)

## Doppiatori italiani
Nelle versioni in italiano delle opere in cui ha recitato, Richard Karn è stato doppiato da:
- Angelo Maggi in Quell'uragano di papà
- Pasquale Anselmo in Air Buddies - Cuccioli alla riscossa
- Sergio Lucchetti ne Il natale di Julia